# Gosztola
Gosztola is een plaats (község) en gemeente in het Hongaarse comitaat Zala. Gosztola telt 51 inwoners (2001).